# Pollok House

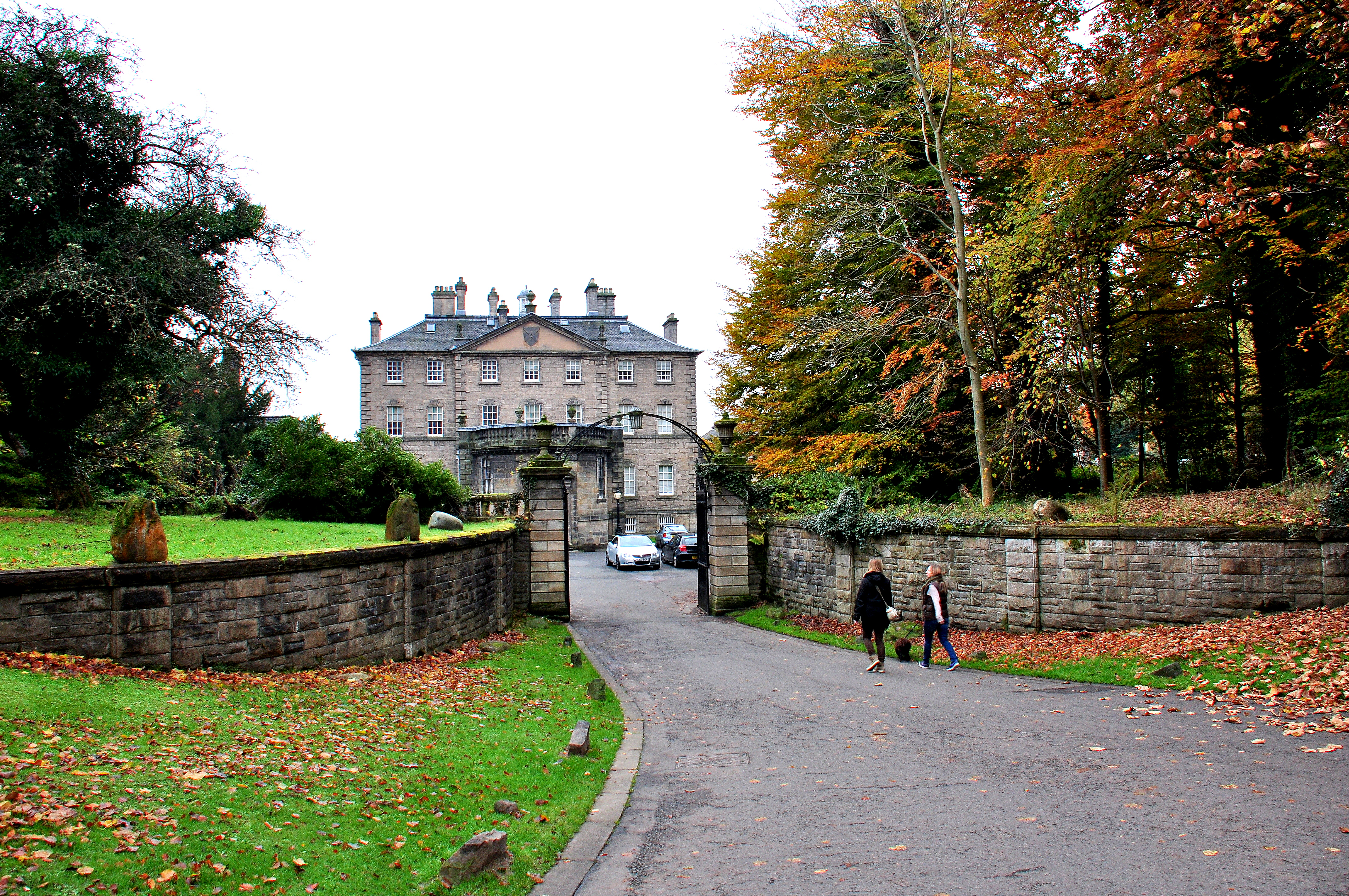
Pollok House al parc del comtat de Pollok, Glasgow.

Pollok House és la casa ancestral de la família Stirling Maxwell, situada al parc Pollok Country, Glasgow, Escòcia.
La casa, construïda el 1752 i originalment pensada per ser dissenyada per William Adam, però que només pot haver estat consultada sobre el disseny, va ser posteriorment ampliada per Rowand Anderson a principis del segle XX - va ser obsequiat a la ciutat de Glasgow el 1966 per Dame Anne Maxwell Macdonald, la família de la qual havia estat propietària de la finca durant gairebé 700 anys. Ara està gestionat pel National Trust for Scotland i està obert al públic. La casa va ser modernitzada internament el 1899 per Alexander Hunter Crawford.
A la casa Pollok es mostra una gran col·lecció privada de pintures espanyoles, que inclou obres d'El Greco, Francisco Goya i Bartolomé Esteban Murillo. També hi ha pintures de Rubens i William Blake, a més de vidre, argenteria, porcellana i mobles antics. La casa també disposa de cambres de servidors a la planta baixa (accessibles gratuïtament), que inclouen dues botigues i un restaurant.

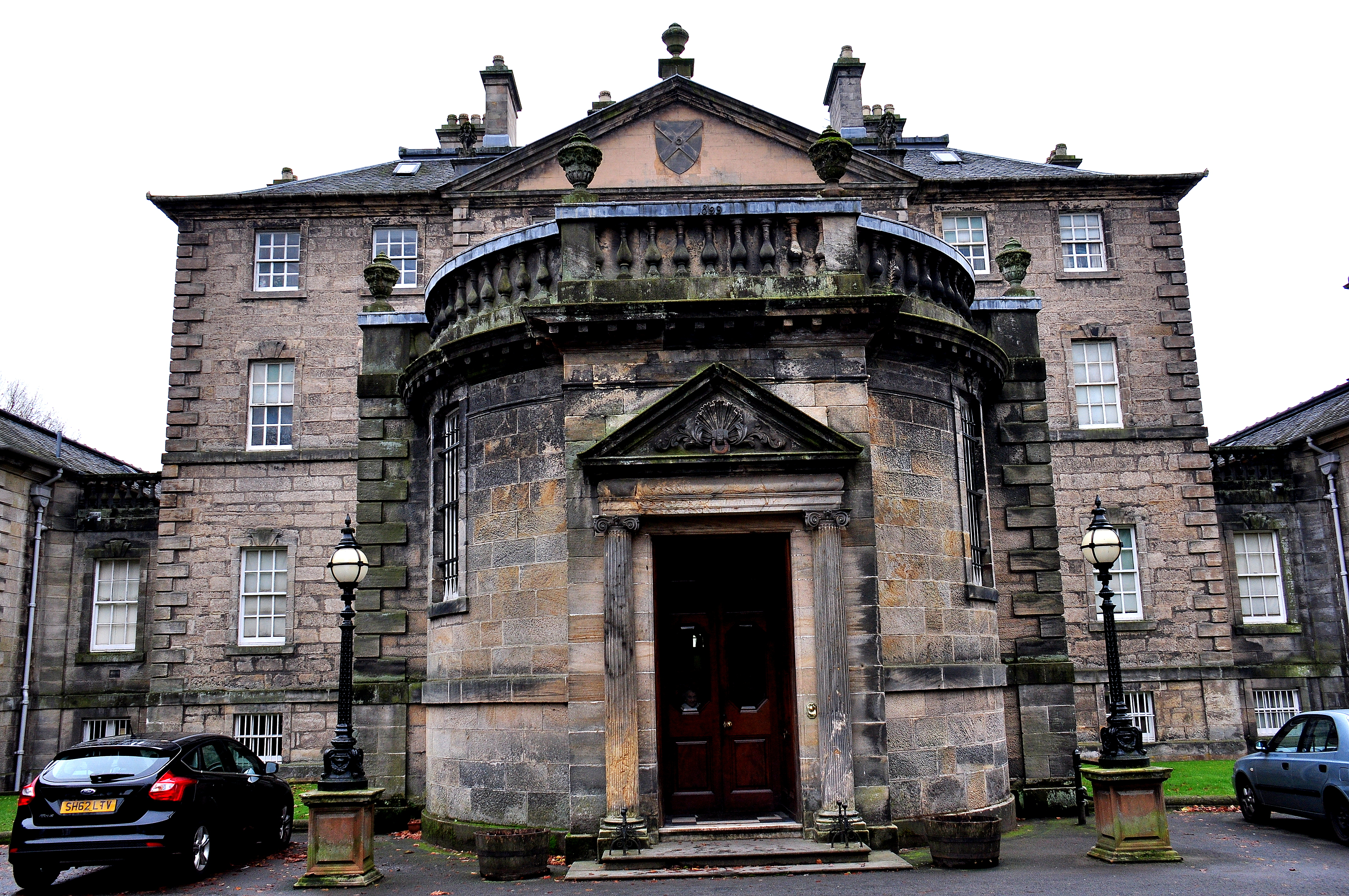
Façana de Pollok House, Glasgow.

La casa també té un jardí extens, que compta amb una col·lecció de més de 1.000 espècies de rododendres. Els jardins darrere de la casa principal contenen el faig de Pollok Park (Fagus sylvatical) que es creu que té 250 anys. Aquest arbre té una forma inusual amb un tronc inflat (7 metres (23 ft) circumferència en desnivell i 10 metres (33 ft) circumferència a 10 metres (33 ft) i una massa nodosa de branques. També hi ha un complex d’oficines, estables i una serradora, una part del qual data del segle xviii. El pont d'arc de pedra que conduïa a la casa sobre el White Cart Water va ser construït el 1757.
Els lleons heràldics dels pilars de la porta van ser esculpits per John Marshall segons un disseny de Huw Lorimer el 1950.